# Grã-Bretanha nos Jogos Olímpicos de Inverno de 2010

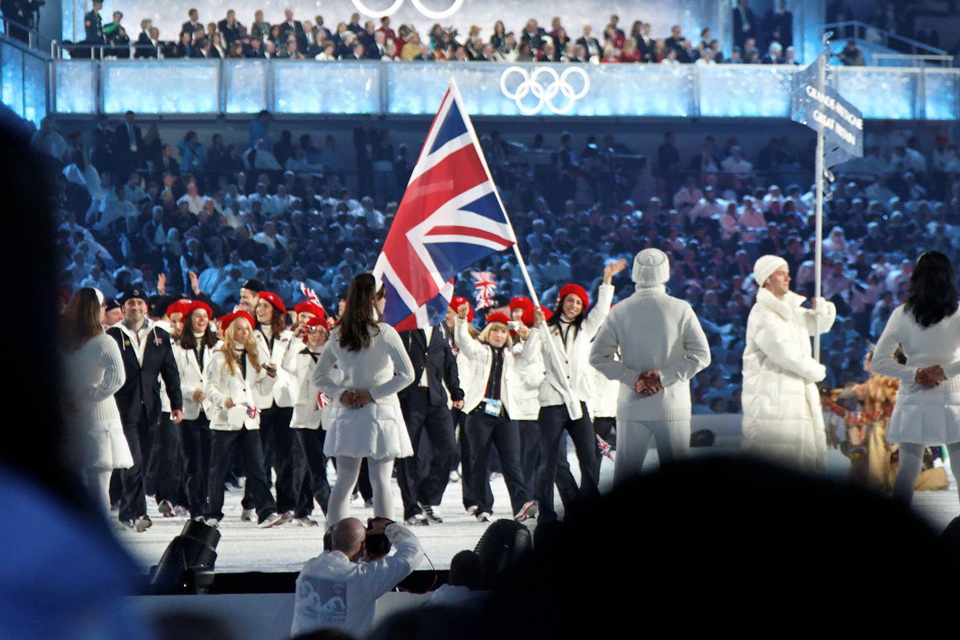
Delegação britânica durante a cerimônia de abertura.

A Grã-Bretanha participou dos Jogos Olímpicos de Inverno de 2010, realizados em Vancouver, no Canadá. O país esteve em todas as edições das Olimpíadas de Inverno.

### 

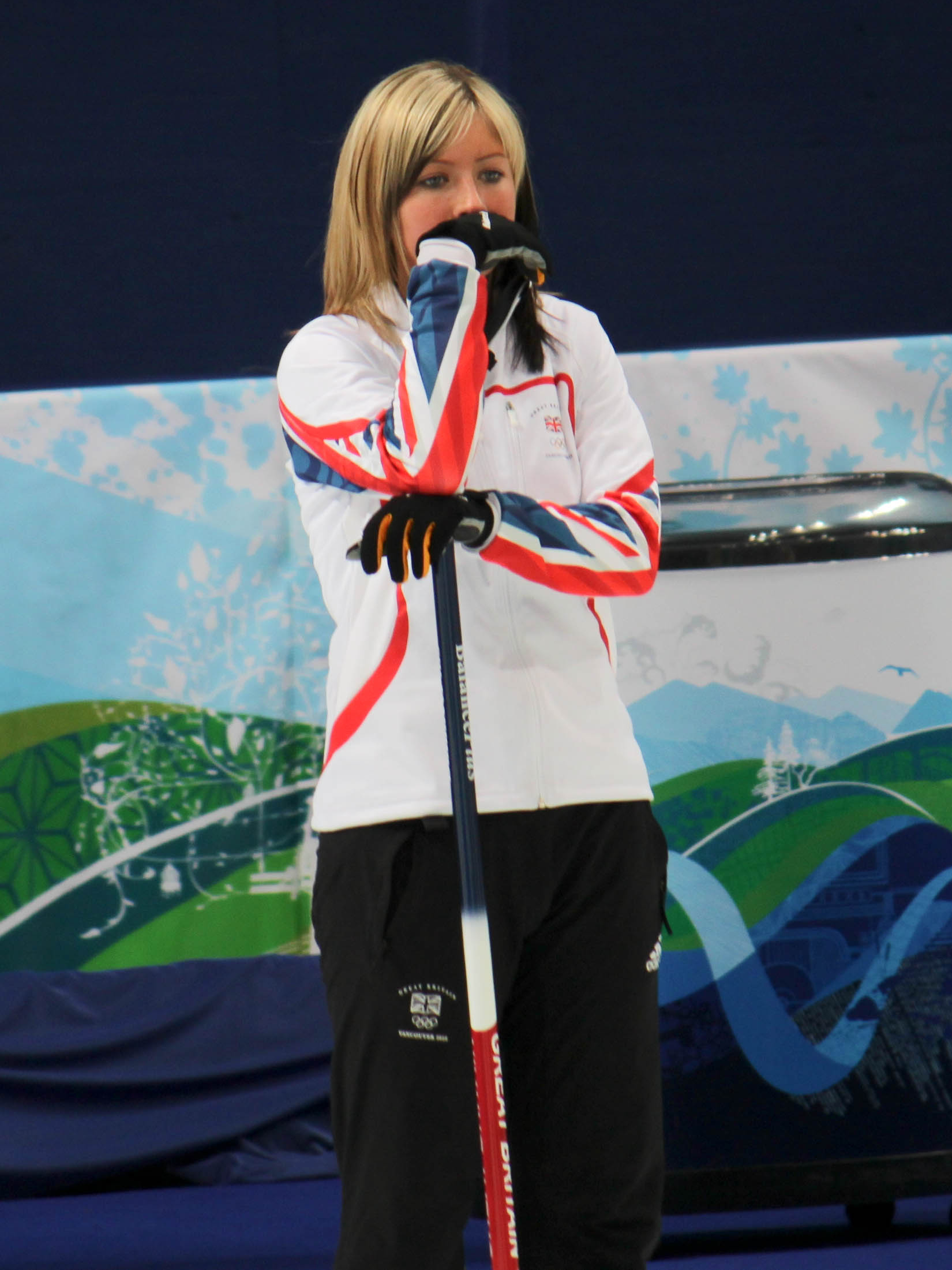
A capitã da equipe feminina Eve Muirhead em Vancouver.

## Medalhas
| Atleta       | Esporte  | Evento   | Medalha |
| ------------ | -------- | -------- | ------- |
| Amy Williams | Skeleton | Feminino | Ouro    |

## Desempenho

### Biatlo
Masculino
| Atleta            | Evento             | Tempo   | Penalidades (P+S) | Pos. |
| ----------------- | ------------------ | ------- | ----------------- | ---- |
| Lee-Steve Jackson | Velocidade 10 km   | 27:18.1 | 2 (1+1)           | 55º  |
| Lee-Steve Jackson | Perseguição 12,5km | 39:54.7 | 4 (0+1+3+0)       | 56º  |
| Lee-Steve Jackson | Individual 20km    | 55:37.5 | 4 (1+2+1+0)       | 66º  |

### Bobsleigh
Feminino
| Atleta                           | Evento | Final      | Final      | Final      | Final      | Final   | Final |
| Atleta                           | Evento | 1ª corrida | 2ª corrida | 3ª corrida | 4ª corrida | Total   | Pos.  |
| -------------------------------- | ------ | ---------- | ---------- | ---------- | ---------- | ------- | ----- |
| Nicola Minichiello Gillian Cooke | Duplas | 53.85      | 53.73      | 55.87      | DNF        | DNF     | DNF   |
| Paula Walker Kelly Thomas        | Duplas | 54.19      | 53.58      | 54.47      | 53.94      | 3:36.18 | 11º   |

Masculino
| Atleta                                          | Evento  | Final      | Final      | Final      | Final      | Final   | Final |
| Atleta                                          | Evento  | 1ª corrida | 2ª corrida | 3ª corrida | 4ª corrida | Total   | Pos.  |
| ----------------------------------------------- | ------- | ---------- | ---------- | ---------- | ---------- | ------- | ----- |
| Dan Money John Jackson                          | Duplas  | DSQ        | DSQ        | DSQ        | DSQ        | DSQ     | DSQ   |
| Allyn Condon John Jackson Henry Nwume Dan Money | Equipes | 51.53      | 54.29      | 52.24      | 52.15      | 3:30.21 | 17°   |

### Curling
Feminino
| Equipe                                                          | Primeira fase | Primeira fase | Semifinal              | Final                  | Pos.        |
| Equipe                                                          | Adversário e resultado | Pos.          | Adversário e resultado | Adversário e resultado | Pos.        |
| --------------------------------------------------------------- | --- | ------------- | ---------------------- | ---------------------- | ----------- |
| Eve Muirhead Jackie Lockhart Kelly Wood Lorna Vevers Anne Laird | CHN China V 5-4 SWE Suécia D 4-6 RUS Rússia V 10-3 GER Alemanha V 7-4 JPN Japão D 4-11 USA Estados Unidos D 5-6 SUI Suíça D 6-10 DEN Dinamarca D 8-9 CAN Canadá D 5-6 | 7º            | Não avançou            | Não avançou            | Não avançou |

Masculino
| Equipe                                                            | Primeira fase | Primeira fase | Play-off                        | Semifinal              | Final                  | Pos. |
| Equipe                                                            | Adversário e resultado | Pos.          | Adversário e resultado          | Adversário e resultado | Adversário e resultado | Pos. |
| ----------------------------------------------------------------- | --- | ------------- | ------------------------------- | ---------------------- | ---------------------- | ---- |
| David Murdoch Ewan MacDonald Peter Smith Euan Byers Graeme Connal | SWE Suécia D 4-6 FRA França V 9-4 SUI Suíça D 3-4 DEN Dinamarca V 9-6 CHN China V 9-4 CAN Canadá D 6-7 USA Estados Unidos V 4-2 GER Alemanha V 8-2 NOR Noruega D 5-9 | 5°            | Jogo desempate SWE Suécia D 6-7 | Não avançou            | Não avançou            | 5°   |

### Esqui alpino
Feminino
| Atleta        | Evento         | Corrida 1        | Corrida 2    | Total   | Pos. |
| ------------- | -------------- | ---------------- | ------------ | ------- | ---- |
| Chemmy Alcott | Downhill       | 1:47.31          |              |         | 13º  |
| Chemmy Alcott | Combinado      | Downhill 1:27.06 | Slalom 45.45 | 2:12.51 | 11º  |
| Chemmy Alcott | Slalom         | DNF              | DNF          | DNF     | DNF  |
| Chemmy Alcott | Slalom gigante | 1:17.53          | 1:12.41      | 2:29.94 | 27º  |
| Chemmy Alcott | Super-G        | 1:23.46          |              |         | 20º  |

Masculino
| Atleta      | Evento         | Corrida 1        | Corrida 2    | Total   | Pos. |
| ----------- | -------------- | ---------------- | ------------ | ------- | ---- |
| Ed Drake    | Downhill       | 1:57.91          |              |         | 38°  |
| Ed Drake    | Combinado      | Downhill 1:56.63 | Slalom 54.28 | 2:50.91 | 29°  |
| Ed Drake    | Slalom         | DNS              | DNS          | DNS     | DNS  |
| Ed Drake    | Slalom gigante | 1:21.65          | 1:23.48      | 2:45.13 | 37º  |
| Ed Drake    | Super-G        | 1:33.20          |              |         | 32°  |
| Andy Noble  | Slalom         | 51.55            | 54.58        | 1:46.13 | 29°  |
| Andy Noble  | Slalom gigante | 1:20.79          | 1:24.06      | 2:44.85 | 36°  |
| Dave Ryding | Slalom         | 51.58            | 53.55        | 1:45.13 | 27°  |
| Dave Ryding | Slalom gigante | 1:21.97          | 1:26.06      | 2:48.03 | 47°  |

### Esqui cross-country
Feminino
| Atleta       | Evento      | Final   | Final |
| Atleta       | Evento      | Tempo   | Pos.  |
| ------------ | ----------- | ------- | ----- |
| Fiona Hughes | 10 km livre | 30:29.8 | 67º   |

Masculino
| Atleta                       | Evento                     | Qualificação | Qualificação | Quartas-de-finais | Quartas-de-finais | Semifinais | Semifinais | Final       | Final       |
| Atleta                       | Evento                     | Tempo        | Pos.         | Tempo             | Pos.              | Tempo      | Pos.       | Tempo       | Pos.        |
| ---------------------------- | -------------------------- | ------------ | ------------ | ----------------- | ----------------- | ---------- | ---------- | ----------- | ----------- |
| Andrew Musgrave              | Velocidade                 | 3:58.43      | 58º          | DNF               | DNF               | DNF        | DNF        | DNF         | DNF         |
| Andrew Musgrave              | 15 km individual           |              |              |                   |                   |            |            | 36:32.4     | 55º         |
| Andrew Musgrave              | Perseguição combinada 30km |              |              |                   |                   |            |            | 1:24:07.9   | 51º         |
| Andrew Young                 | Velocidade                 | 4:02.19      | 60º          | DNF               | DNF               | DNF        | DNF        | DNF         | DNF         |
| Andrew Young                 | 15 km livre                |              |              |                   |                   |            |            | 38:45.1     | 74º         |
| Andrew Musgrave Andrew Young | Velocidade por equipes     |              |              |                   |                   | DNF        | DNF        | Não avançou | Não avançou |

### Esqui estilo livre
Feminino
| Atleta          | Evento  | Qualicação | Qualicação | Final       | Final       |
| Atleta          | Evento  | Pontos     | Pos.       | Pontos      | Pos.        |
| --------------- | ------- | ---------- | ---------- | ----------- | ----------- |
| Sarah Ainsworth | Aerials | 105.36     | 22º        | Não avançou | Não avançou |
| Ellie Koyander  | Moguls  | 18.98      | 24º        | Não avançou | Não avançou |

| Atleta       | Evento    | Qualificação | Qualificação | Oitavas-de-final | Quartas-de-final | Semifinais  | Final       | Final       |
| Atleta       | Evento    | Tempo        | Pos.         | Posição          | Posição          | Posição     | Posição     | Pos.        |
| ------------ | --------- | ------------ | ------------ | ---------------- | ---------------- | ----------- | ----------- | ----------- |
| Sarah Sauvey | Ski cross | 1:24.52      | 34º          | Não avançou      | Não avançou      | Não avançou | Não avançou | Não avançou |

### Luge
| Atleta     | Corrida 1 | Pos. | Corrida 2         | Pos.    | Corrida 3         | Pos.    | Corrida 4         | Pos.    | Tempo final | Posição final |
| ---------- | --------- | ---- | ----------------- | ------- | ----------------- | ------- | ----------------- | ------- | ----------- | ------------- |
| Adam Rosen | 48.896 -  | 16 - | 49.005 (1:37:901) | 18 (16) | 49.259 (2:27.160) | 15 (15) | 48.856 (3:16.016) | 19 (16) | 3:16.016    | 16º           |

### Patinação artística
A Grã-Bretanha qualificou sete atletas para a patinação artística. Jenna McCorkell se classificou para o evento individual feminino. Stacey Kemp e David King se classificaram para a competição de duplas e os pares Sinead Kerr e
John Kerr, Penny Coomes e Nicholas Buckland se classificaram para a dança no gelo. Os irmãos Kerr, terceiros colocados no Campeonato Europeu 2009 e quintos no ranking mundial, termiram apenas na oitava colocação.
| Atleta(s)                      | Evento              | CD     | CD   | SP/OD  | SP/OD | FS/FD       | FS/FD       | Total       | Total |
| Atleta(s)                      | Evento              | Pontos | Pos. | Pontos | Pos.  | Pontos      | Pos.        | Pontos      | Pos.  |
| ------------------------------ | ------------------- | ------ | ---- | ------ | ----- | ----------- | ----------- | ----------- | ----- |
| Jenna McCorkell                | Individual feminino |        |      | 40.64  | 29º   | Não avançou | Não avançou | Não avançou | 29º   |
| Stacey Kemp David King         | Duplas              |        |      | 48.28  | 16º   | 91.66       | 16º         | 139.94      | 16º   |
| Sinead Kerr John Kerr          | Dança no gelo       | 37.02  | 8º   | 56.76  | 8º    | 92.23       | 9º          | 186.01      | 8º    |
| Penny Coomes Nicholas Buckland | Dança no gelo       | 25.68  | 21º  | 46.33  | 19º   | 71.60       | 19º         | 143.61      | 20°   |

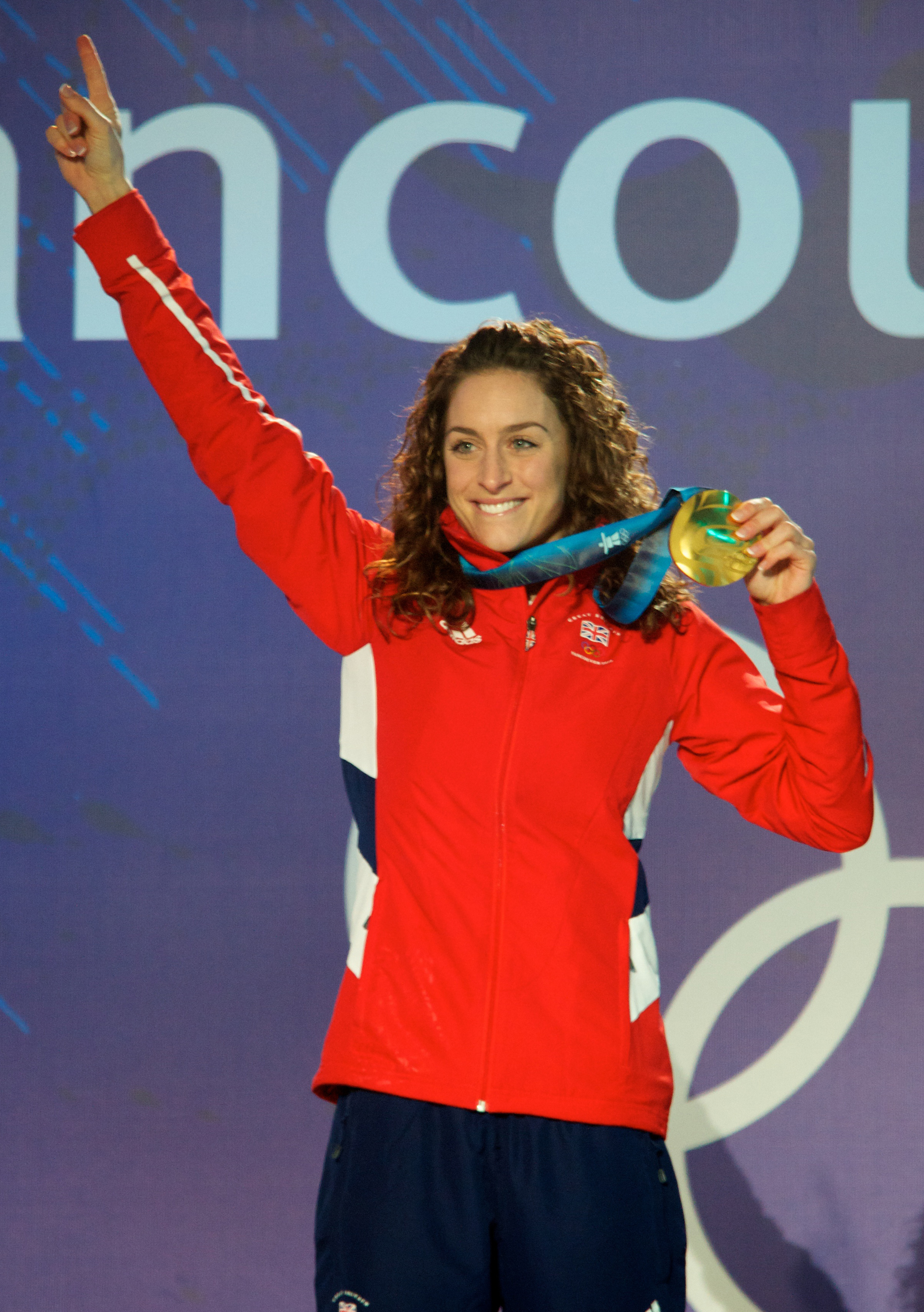
Amy Williams conquistou a única medalha da Grã-Bretanha nos Jogos.

### Patinação de velocidade em pista curta
Feminino
| Atleta         | Evento | Eliminatórias | Eliminatórias | Semifinal   | Semifinal   | Final       | Final       |
| Atleta         | Evento | Tempo         | Pos.          | Tempo       | Pos.        | Tempo       | Pos.        |
| -------------- | ------ | ------------- | ------------- | ----------- | ----------- | ----------- | ----------- |
| Elise Christie | 500 m  | 44.374        | 2º            | 44.821      | 3º          | Não avançou | Não avançou |
| Elise Christie | 1000 m | 1:31.363      | 3º            | Não avançou | Não avançou | Não avançou | Não avançou |
| Elise Christie | 1500 m | 2:23.898      | 4º            | Não avançou | Não avançou | Não avançou | Não avançou |
| Sarah Lindsay  | 500 m  | 44.716        | 2º            | DSQ         | DSQ         | Não avançou | Não avançou |

Masculino
| Atleta                                                         | Evento             | Eliminatória | Eliminatória | Semifinal   | Semifinal   | Final            | Final       |
| Atleta                                                         | Evento             | Tempo        | Pos.         | Tempo       | Pos.        | Tempo            | Pos.        |
| -------------------------------------------------------------- | ------------------ | ------------ | ------------ | ----------- | ----------- | ---------------- | ----------- |
| Anthony Douglas                                                | 1500 m             | 2:16.622     | 4            | Não avançou | Não avançou | Não avançou      | Não avançou |
| Jon Eley                                                       | 500 m              | 42.081       | 1º           | 41.504      | 4º          | Final B 42.681   | 6°          |
| Jon Eley                                                       | 1000 m             | 1:25.588     | 4°           | Não avançou | Não avançou | Não avançou      | Não avançou |
| Tom Iveson                                                     | 1000 m             | 1:27.841     | 4º           | Não avançou | Não avançou | Não avançou      | Não avançou |
| Jack Whelbourne                                                | 1500 m             | 2:14.972     | 3º           | 2:17.156    | 5º          | Não avançou      | Não avançou |
| Paul Worth                                                     | 500 m              | 42.936       | 3º           | Não avançou | Não avançou | Não avançou      | Não avançou |
| Anthony Douglas Jon Eley Tom Iveson Jack Whelbourne Paul Worth | Revezamento 5000 m |              |              | 6:50.618    | 4º          | Final B 6:50.045 | 6°          |

### Skeleton
| Atleta          | Evento    | Corrida 1    | Pos.  | Corrida 2       | Pos.    | Corrida 3        | Pos.    | Corrida 4       | Pos.    | Total   | Pos. final      |
| --------------- | --------- | ------------ | ----- | --------------- | ------- | ---------------- | ------- | --------------- | ------- | ------- | --------------- |
| Shelley Rudman  | Feminino  | 54.66 -      | 11º - | 54.26 (1:48.92) | 6º (7º) | 53.95 (2:42.87)  | 7º (7º) | 53.82 (3:36.69) | 1º (6º) | 3:36.69 | 6º              |
| Amy Williams    | Feminino  | 53.83 (TR) - | 1º -  | 54.13 (1:47.96) | 2º (1º) | 53.68* (2:41.64) | 1º (1º) | 54.00 (3:35.64) | 4º (1º) | 3:35.64 | Medalha de ouro |
| Kristan Bromley | Masculino | 52.91 -      | 7 -   | 52.89 (1:45.80) | 5 (5)   | 52.70 (2:38.50)  | 8 (6)   | 52.80 (3:31.30) | 7 (6)   | 3:31.30 | 6º              |
| Adam Pengilly   | Masculino | 53.75 -      | 17 -  | 54.17 (1:47.92) | 22 (20) | 53.36 (2:41.28)  | 18 (18) | 52.23 (3:34.51) | 14 (18) | 3:34.51 | 18º             |

### Snowboard
Feminino
| Atleta       | Evento          | Qualificação | Qualificação | Quartas-de-final | Semifinal | Final            | Pos. |
| Atleta       | Evento          | Tempo        | Pos.         | Posição          | Posição   | Posição          | Pos. |
| ------------ | --------------- | ------------ | ------------ | ---------------- | --------- | ---------------- | ---- |
| Zoe Gillings | Snowboard cross | 1:27.93      | 8º           | 2º               | 3º        | Pequena final 4º | 8º   |

| Atleta         | Evento   | Qualificação | Qualificação | Qualificação | Semifinal   | Semifinal   | Semifinal   | Final       | Final       | Final       |
| Atleta         | Evento   | Corrida 1    | Corrida 2    | Pos.         | Corrida 1   | Corrida 2   | Pos.        | Corrida 1   | Corrida 2   | Pos.        |
| -------------- | -------- | ------------ | ------------ | ------------ | ----------- | ----------- | ----------- | ----------- | ----------- | ----------- |
| Lesley McKenna | Halfpipe | 5.1          | 2.8          | 30º          | Não avançou | Não avançou | Não avançou | Não avançou | Não avançou | Não avançou |

Masculino
| Atleta     | Evento   | Qualificação | Qualificação | Qualificação | Semifinal | Semifinal | Semifinal | Final       | Final       | Final       |
| Atleta     | Evento   | Corrida 1    | Corrida 2    | Pos.         | Corrida 1 | Corrida 2 | Pos.      | Corrida 1   | Corrida 2   | Pos.        |
| ---------- | -------- | ------------ | ------------ | ------------ | --------- | --------- | --------- | ----------- | ----------- | ----------- |
| Ben Kilner | Halfpipe | 21.5         | 32.1         | 7º           | 3.1       | 17.0      | 12º       | Não avançou | Não avançou | Não avançou |

| Atleta       | Evento                  | Qualificação | Qualificação | Oitavas-de-final | Quartas-de-final | Semifinal   | Final       | Pos.        |
| Atleta       | Evento                  | Tempo        | Pos.         | Posição          | Posição          | Posição     | Posição     | Pos.        |
| ------------ | ----------------------- | ------------ | ------------ | ---------------- | ---------------- | ----------- | ----------- | ----------- |
| Adam McLeish | Slalom gigante paralelo | 40.30        | 24º          | Não avançou      | Não avançou      | Não avançou | Não avançou | Não avançou |

Legenda
| Recorde mundial      | Recorde mundial (World record)               |                       | Recorde africano                      | Recorde africano (African) |                                           | Q | Classificado por posição (Qualified) |
| Recorde olímpico     | Recorde olímpico (Olympic record)            | Recorde da América    | Recorde da América (Americas)         | q                          | Classificado por melhor tempo (Qualified) |   |                                      |
| Melhor marca do ano  | Melhor marca do ano (World leading)          | Recorde asiático      | Recorde asiático (Asian)              | DNS                        | Não largou (Did not start)                |   |                                      |
| Recorde nacional     | Recorde nacional (National record)           | Recorde europeu       | Recorde europeu (European)            | DNF                        | Não terminou (Did not finish)             |   |                                      |
| Recorde pessoal      | Recorde pessoal do atleta (Personal best)    | Recorde da Oceania    | Recorde da Oceania (Oceania)          | DSQ / DQ                   | Desclassificado (Disqualified)            |   |                                      |
| Recorde da temporada | Recorde da temporada do atleta (Season best) | Recorde sul-americano | Recorde sul-americano (South America) | NM                         | Sem marca (No mark)                       |   |                                      |